# Széll József (színészpedagógus)
Széll József (Felsőrajk, 1890. március 17. – Budapest, 1958. szeptember 12.) magyar színész, színházigazgató, színészpedagógus.

## Élete
Széll János és Sabján Veronika fia. Piarista paptanárnak készült. 1915-ben végezte el az Országos Színészegyesület színiiskoláját. 1918 és 1924 között a Nemzeti Színházban játszott. 1925-ben az újpesti Petőfi Színkör alapító igazgatója, majd 1926 és 1929 között az Óbudai Kisfaludy Színház igazgatója volt. 1918-tól az Országos Színészegyesület Színészképző Iskolájának titkára, 1933–1935 között igazgatója, 1936-tól 1948-ig helyettes igazgatója volt. Jelmeztant, operettgyakorlatot tanított itt. Verseket és operetteket is írt.
Első felesége Geizl Erzsébet volt, akivel 1918. április 20-án Budapesten, a Terézvárosban kötött házasságot. 1935-ben elváltak. 1935. október 22-én ismét megházasodott, második felesége Borbáth Magdolna volt. 1940-ben tőle is elvált.

## Főbb szerepei
- Herczeg Ferenc: Ocskay brigadéros – Ocskay brigadéros
- Szigeti József: Rang és mód – Bannai Gerő
- Gárdonyi Géza: A bor – Baracs Imre
- Herczeg Ferenc: A Gyurkovics-lányok – Radványi ezredes
- Herczeg Ferenc: Bizánc – Konstantin császár